# David Belle
David Belle (ur. 29 kwietnia 1973 w Fécamp we Francji) – traceur, twórca parkouru.

## Życiorys
Zadebiutował na scenie w studiu Pygmalion. Zagrał w filmach, również telewizyjnych (Les gens du voyage, Femme Fatale Briana De Palmy, Engrenage, Intervention divine Eliego Sullimana), wideoklipach (Limbo negro Ménélika, L’école du micro d’argent grupy IAM) i zagranicznych reklamach.
Jego brat wysłał do EuropaCorp kasetę demo, która wywarła wrażenie na Lucu Bessonie. Dostał propozycję zagrania w filmie Bessona Yamakasi - współcześni samurajowie, jednak stosunki między nim a osobami, które wtajemniczył w sztukę przemieszczania, nie układały się najlepiej. Besson, pozostający z nim w kontakcie, zapoznał go z Cyrilem Raffaellim, z którym Belle zagrał w filmach: 13 Dzielnica i 13 Dzielnica – Ultimatum.
David Belle założył grupę Parkour: Team PK DB.

## Filmografia
- Engrenage, L' (2001) jako wierzyciel
- Boska interwencja (2002) jako Marksman
- Femme Fatale (2002) jako Francuski policjant
- 13 Dzielnica (2004) jako Leïto
- Babylon A.D. (2008) jako Dzieciak z tatuażami
- 13 Dzielnica – Ultimatum  (2009) jako Leïto
- Brick Mansions. Najlepszy z najlepszych (2014) jako Lino Duppre